# Цян Вэй
Цян Вэй (кит. трад. 強衛, упр. 强卫, пиньинь Qiáng Wèi, род. в марте 1953, г. Уси, пров. Цзянсу), с марта 2013 по июнь 2016 гг. — глава парткома КПК пров. Цзянси, в 2007—2013 гг. глава парткома КПК пров. Цинхай, член ЦК КПК с 2007 года (кандидат с 2002 года).
Член КПК с марта 1975 года, член ЦК КПК 17-18 созывов (кандидат 16 созыва).

## Биография
Степень магистра по экономическому управлению получил в Научно-техническом университете Китая.
В 1969-75 гг. на службе в НОАК.
С 1987 года секретарь Пекинского комитета комсомола, с 1994 года заведующий Отделом пропаганды Пекинского горкома КПК, с 1995 года секретарь Политико-юридической комиссии Пекинского горкома КПК, в 1999—2001 гг. начальник Управления общественной безопасности г. Пекин, в 2001—2007 гг. замглавы Пекинского горкома КПК. Его указывают протеже Цзя Цинлиня, главы Пекинского горкома КПК в 1997—2002 годах.
C мая 2007 года по март 2013 года глава парткома пров. Цинхай (Северо-Западный Китай) и с 2007 года пред. ПК СНП провинции.
С марта 2013 по июнь 2016 гг. — глава парткома пров. Цзянси (Восточный Китай) и с апреля 2013 года пред. ПК СНП провинции.